# Ustilaginomicotines
Els ustilaginomicotins (Ustilaginomycotina) són una subdivisió de fongs de la divisió o fílum dels basidiomicots (Basidiomycota).

## Taxonomia
La subdivisió Ustilaginomycotina inclou cinc classes:
- Classe Exobasidiomycetes
- Classe Malasseziomycetes
- Classe Moniliellomycetes
- Classe Peribolosporomycetes
- Classe Ustilaginomycetes